# 7710 Ishibashi
7710 Ishibashi è un asteroide della fascia principale. Scoperto nel 1994, presenta un'orbita caratterizzata da un semiasse maggiore pari a 3,4189081 UA e da un'eccentricità di 0,0494701, inclinata di 6,28352° rispetto all'eclittica.